# Лімба (народ)
Лімба — етнічна група в Сьєрра-Леоне. Вони становлять 12,4 % загальної кількості населення, що робить їх третьою за чисельністю етнічною групою в Сьєрра-Леоне. Лімба проживають на півночі країни в семи провінціях, але переважно в північній провінції Сьєрра-Леоне.
Вважається, що лімба — корінне населення Сьєрра-Леоне. Вони розмовляють власною мовою, яка не пов'язана з іншими мовами Сьєрра-Леоне.
В основному вони мешкають у Північній провінції, зокрема в округах Бомбалі, Койнадугу, Камбія, Карене та Тонколілі, але невелика їхня частина живе у Гвінеї.
Під час колоніальної ери Сьєрра-Леоне тисячі лімба мігрували до столиці, міста Фрітаун, та Західної області. Як результат, значна кількість лімба проживає у Фрітауні та Західній області.
Протягом 16-го, 17-го та 18-го століть багато представників народу були відправлені до Північної Америки як раби.
Лімба — це переважно рисові фермери, торговці та мисливці, які живуть у саванно-лісистому регіоні Північної провінції Сьєрра-Леоне. Вони переважають у 16 зі 190 сільських вождівств Сьєрра-Леоне, і в їхніх справах громади домінують місцеві верховні вожді.